# 인천능허대초등학교
인천능허대초등학교는 대한민국 인천광역시 연수구에 있는 공립 초등학교이다.

## 학교 연혁
- 1997. 09. 01 인천능허대초등학교 16학급 개교
- 1999. 02. 12 제1회 졸업식(남46 여55) 101명
- 2001. 12. 03 지원봉사 우수학교 표창(문화관광부장관)
- 2002. 12. 30 학교평가 우수학교 표창(교육감)
- 2003. 02. 10 교육과정 우수학교 표창(교육감)
- 2003. 12. 30 학교급식 우수학교 표창(교육장)
- 2004. 12. 05 e-러닝대회 대상 (교육인적자원부장관)
- 2005. 12. 06 학교교육활동 최우수학교 표창(교육감)
- 2008. 12. 09 학교교육활동 최우수학교 표창(교육감)
- 2009. 10. 30 시교육청 으뜸이 홈페이지 경연대회 은상
- 2010. 10. 25 인천시 자연관찰탐구대회 은상
- 2011. 11. 29 창의인성교육 우수학교 표창(교육감)
- 2012. 04. 08 인천시 배드민턴 단체전 1위
- 2013. 07. 05 인천시 학생과학 실험대회 은상
- 2013. 09. 24 교육장기 초등학생수영대회 평영 50M 1위
- 2013. 10. 16 2013학년도 동부푸른독도토론한마당 금상 동상
- 2013. 11. 16 스포츠클럽 배드민턴리그대회 초등부 1위
- 2013. 12. 16 인천 다문화 학생 체험수기 공모전 최우수
- 2014. 02. 14 제16회 졸업식 167명 졸업(남78명 여89명)
- 2014. 09. 01 제8대 이명수 교장선생님 부임
- 2014. 11. 15 교육장배 학교스프츠클럽대회 피구 여자부 2위
- 2015. 02. 13 제17회 졸업식 163명 졸업(남71명, 여92명)

## 참고 자료
- 인천능허대초등학교 - 한국교육학술정보원 학교알리미